# Zina
Zina és una pel·lícula britànica del 1985 dirigida per Ken McMullen. Explica la història d'una Antígona del segle xx, Zinaida Volkova (Domiziana Giordano), filla de Lev Trotski. A la dècada de 1930 a Berlín, Zina està sent tractada pel psicoterapeuta adleraià Arthur Kronfeld (Ian McKellen). Durant aquesta psicoanàlisi, que inclou una mica d'hipnosi, recorda incidents tant de la seva pròpia vida com de la del seu pare, com a líder de la Revolució Russa, com a titular del poder estatal i més tard a l'exili. En el context del deteriorament progressiu de la situació a Europa, amenaçada per l'ascens del feixisme i l'espectre de la Segona Guerra Mundial, la identificació de Zina amb Antígona es fa cada cop més creïble. Quines eren les seves al·lucinacions comencen a prendre forma objectiva als carrers. La dinàmica de la tragèdia grega, sempre a l'espera, fa un pas endavant per prendre el control.

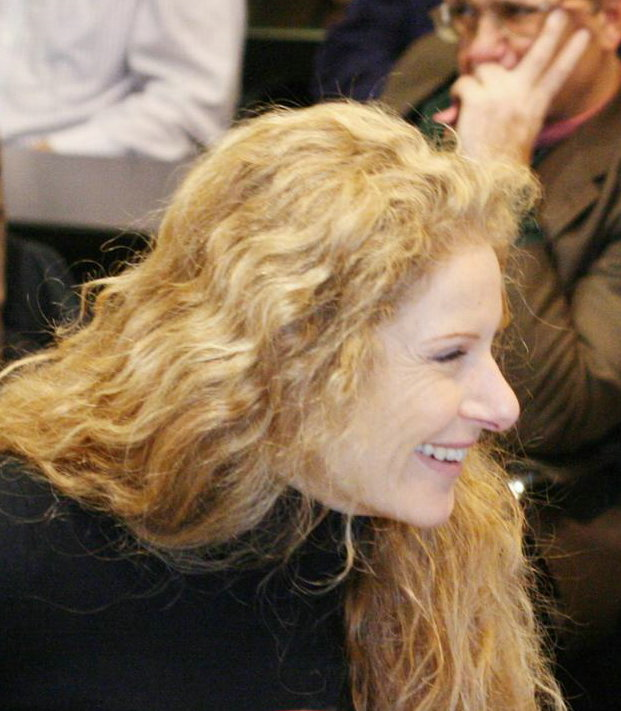
Domiziana Giordano (Zina)

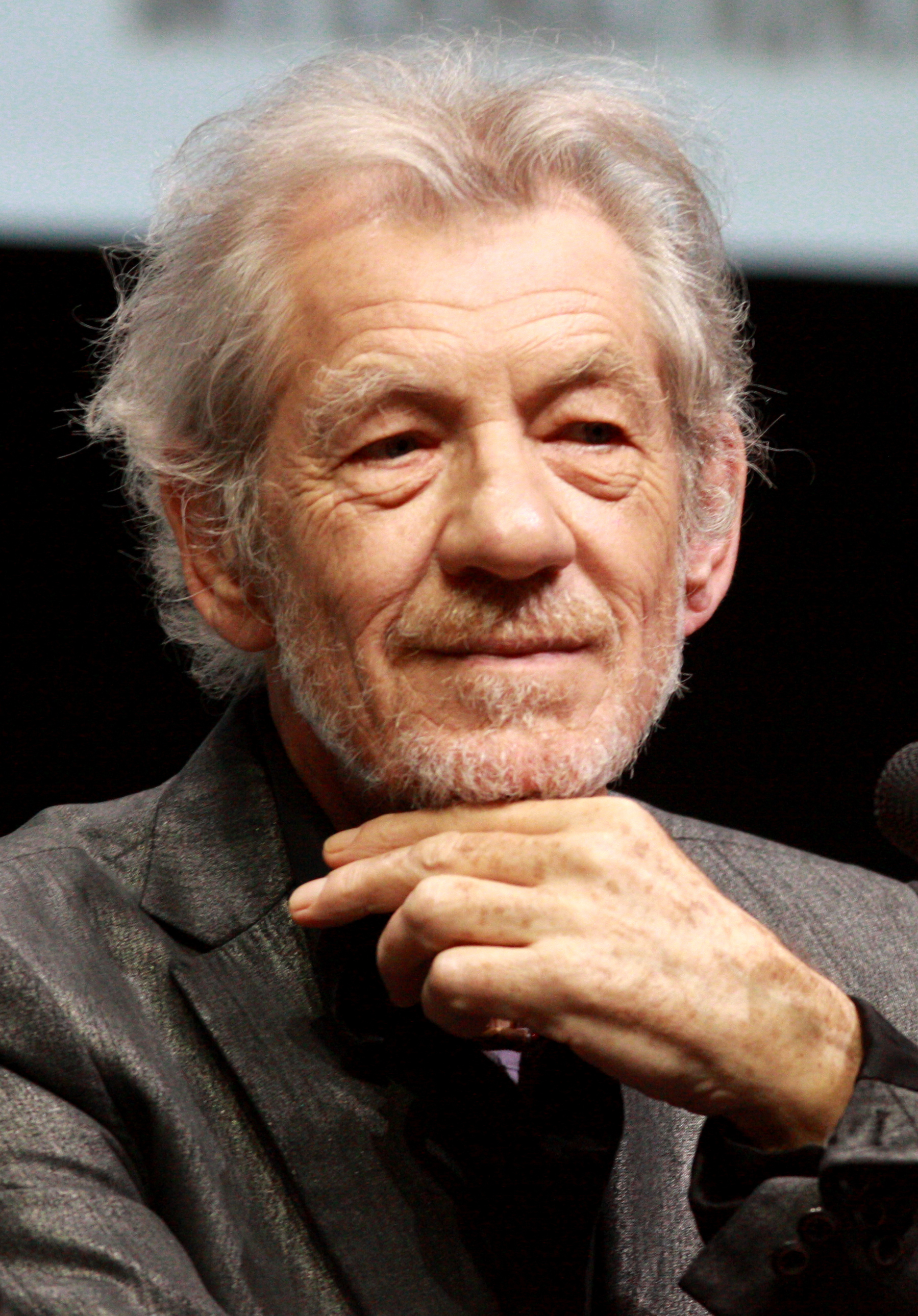
Ian McKellen (Professor Kronfeld)

## Repartiment
- Domiziana Giordano com a Zina Bronstein
- Ian McKellen com el professor Kronfeld
- Philip Madoc com a Trotski
- Rom Anderson com a Maria
- Micha Bergese com a Molanov
- Dominique Pinon com a Pierre
- Gabrielle Dellal com a taquígrafa
- William Hootkins com a Walter Adams
- Leonie Mellinger com a taquígrafa alemanya
- Paul Geoffrey com Lyova
- Tusse Silberg com a Jeanne
- Maureen O'Brien com a Natalya
- George Yiasoumi com André Breton
- George Levantis com a Kharalambus
- Leonie Mellinger com a taquígrafa alemanya
- Jeffrey Teare com a agent de Stalin a la galeria d'art
- Eleanor Greet com a agent de Stalin a la galeria d'art

## Premis
Va guanyar el Premi especial del Jurat al Festival Internacional de Cinema de Sant Sebastià 1985 Al Fantasporto de 1986 va guanyar el premi a la millor actriu, al millor guió, el premi de la crítica i el premi del públic.